# Cómbita
Cómbita – miasto w Kolumbii, w departamencie Boyacá. Według spisu ludności z 30 czerwca 2018 roku miasto liczyło 1286 mieszkańców. 

## Urodzeni w Cómbita
- Nairo Quintana, kolarz[2]